# Histoire de la médecine aéronautique
 (décembre 2013).
Cet article retrace les faits saillants de l'histoire de la médecine aéronautique.
L’aviation née avec le XXe siècle a connu un développement très rapide sous la pression des conflits armés et de l’exploitation commerciale. Cette conquête de l’air, suivie quelques années plus tard de celle de l’espace, a créé de nouveaux besoins en matière médicale. Ainsi est née une nouvelle spécialité médicale qui n’a cessé de se développer au fil des ans et qui a trouvé sa place dans l’histoire de la médecine.
Tout a débuté pendant la Grande Guerre avec l’instauration  de l’expertise médicale des pilotes de l’aéronautique militaire et les premiers pas d’une recherche planifiée pour assurer leur protection contre les contraintes du vol. La paix revenue, pour faire face à des problèmes communs sur bien des points à l’aviation civile et à l’aviation militaire, des laboratoires dotés d’équipements originaux et des centres d’expertise médicale du personnel navigant (PN) ont été créés. 
La Seconde Guerre mondiale a complètement déstructuré l’organisation civile. Elle a été remplacée sur de nombreux points par le service de santé de l’Armée de l’Air né des décombres du conflit. Tout au long du demi-siècle suivant, les performances et les capacités des aéronefs ont progressé sans cesse dans un contexte de compétition militaire et de concurrence commerciale auquel le soutien médical a dû s’adapter notamment dans le domaine de la recherche. 
Avec la chute du mur de Berlin, la fin de la Guerre froide a freiné grandement la course à la supériorité aérienne et l’élan de la recherche médicale qui l’accompagnait a marqué une pause. Par ailleurs, la mondialisation à laquelle on assiste pousse à l’uniformisation dans le cadre européen et international, des normes requises pour l’expertise médicale du personnel navigant.
À ce jour, la médecine aéronautique reste un élément essentiel de la sécurité aérienne.

## La Grande guerre

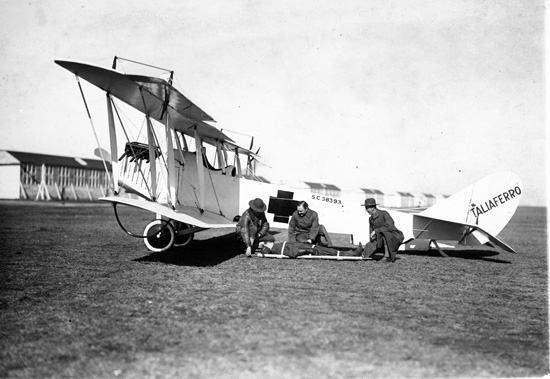
Une version ambulance d'un Curtiss JN-4 américain lors d'un exercice en 1918.

La nécessité de sélectionner médicalement les pilotes et de veiller au maintien de leur aptitude physique s’est rapidement imposée devant le nombre élevé des accidents sans rapport avec des faits de guerre. Pour exercer ce contrôle plusieurs centres d’examens médicaux sont créés. C’est tout d’abord l’installation au Grand Palais  d’un service dénommé Service médical spécial à l’aéronautique pour l’examen des candidats au personnel navigant et pour les recherches physiologiques concernant l’aéronautique (Décret du 8/11/1917). Ce service est placé sous la direction du docteur Nepper. Très rapidement, un autre service médical lui est associé au Groupe des divisions d'entraînement du Plessis–Belleville. Il est dirigé par les docteurs Pierre Maublanc et Victor Ratié. Enfin, au début de 1918 un très important service médical est créé au sein de l’école de pilotage de  Dijon-Longvic et confié au professeur Guillain.
Malgré les mesures préventives imposées un syndrome mal défini, à l’origine de fréquentes indisponibilités, inquiète le commandement de l’aviation et la communauté médicale. Baptisé mal des aviateurs par Cruchet, ce syndrome sera discuté notamment par Ferry. Il sera assimilé plus tard à une réaction névrotique.
Les avions atteignant des altitudes de plus en plus élevées il devient indispensable d’assurer la protection contre l’hypoxie. À cet effet, la section technique de l’aéronautique militaire construit le premier inhalateur automatique d’oxygène dénommé Altitudo qui est testé et validé sur le plan physiologique par le docteur Paul Garsaux.
Reprenant l'idée avancée sans succès avant la guerre par Marie Marvingt, conceptrice de l'aviation sanitaire[réf. souhaitée], le docteur et député Eugène Chassaing, soutenu par le ministre Justin Godart, procède à l’expérimentation d’un avion Dorand AR transformé en ambulance volante.
Sur le plan de l’organisation, avec le projet de Ferry et l’appui très ferme du général Duval, commandant de l’aéronautique, plusieurs étapes vont conduire à l’instruction du 19 mai 1918 sur le Service de Santé de l’Aéronautique aux Armées et le 22 septembre à la nomination du professeur Guillain au poste d’inspecteur médical de l’aviation puis de chef du service médical de l’aéronautique.
Ainsi, à la fin de la guerre, le commandement de l’aviation a réussi à mettre en place une organisation médicale bien structurée qui servira de modèle pour son développement ultérieur non seulement en France, mais aussi chez les alliés.
Le bilan de l’expérience acquise sera débattu à la Société de Biologie au cours des séances des 14 et 21 avril 1919. Mais dans l’immédiat, le retour à la vie civile des médecins de réserve, qui avaient été à l’origine des propositions ayant conduit à la plupart des décisions, entraine la disparition de tout le dispositif.

## L’entre-deux guerres
Durant cette période, la médecine aéronautique va devoir s’adapter au prodigieux développement de l’aéronautique, qui dans un contexte politique tumultueux voit la création du ministère de l'Air en 1928 et de l’armée de l'air en 1934. Dès le début, la spécificité civile ou militaire des tutelles et des missions entraîne la mise en place de structures administratives et de moyens médicaux distincts malgré la communauté de bien des problèmes techniques

### Médecine de l’aéronautique civile
L’expérience acquise au cours du conflit, récupérée pour l’essentiel par P. Garsaux, ne fut pas perdue. Il participe à Rome à la première réunion internationale des médecins de l’aéronautique des pays alliés (15-20 février 1919), où la représentation française présidée par Guillain ne comporte aucun médecin d’active du Service de santé des Armées .
Garsaux devient le rapporteur de la sous commission médicale de la Commission internationale de navigation aérienne (CINA) créée le 13 octobre 1919. Le 15 avril 1920 il est nommé directeur du service médical de la navigation aérienne pour la France. Dans les années qui suivent son rôle sera déterminant dans l’unification des conditions internationales d’aptitude physique du personnel navigant de l’aéronautique (PN) et l’établissement des règles sanitaires à bord des avions et dans les aéroports.
En 1920 le sous secrétaire d’État à l’Air, Pierre-Étienne Flandin, décide l’installation sur l’aérodrome du Bourget d’un service médico-physiologique de l’Air. Logé tout d’abord dans d’inconfortables baraques en bois type Adrian il bénéficie deux ans plus tard d’un bâtiment en dur, baptisé pavillon Paul Bert. Il est inauguré par Laurent Eynac sous secrétaire d’État à l’Air. Animé par des spécialistes de renom et pourvu d’un caisson d’altitude performant, ce centre prend à sa charge l’expertise du PN de l’aéronautique civile et entreprend des recherches spectaculaires dans le domaine de l’hypoxie d’altitude. Garsaux y teste un scaphandre aérien à l’altitude de 15 000 mètres et étudie la tolérance humaine à la dépression barométrique de longue durée (24 h à 8 000 m et 17 h à 10 000 m) en protégeant contre l’hypoxie par l’inhalation d’oxygène . Pour faire face au nombre croissant des pilotes d’autres centres d’expertise sont créés à Bordeaux, Marseille, Alger, Casablanca et Tunis.

### Médecine de l’aéronautique militaire
Avec la libération des médecins de réserve, le service de santé militaire perd l’essentiel de leur savoir-faire. De plus, l’État-major hostile à l’indépendance de l’aéronautique militaire n’est guère favorable à toute initiative allant dans le sens d’une spécialisation, fut-elle médicale. En 1929, une tentative pour créer un Service de santé de l’aviation militaire autonome n’aura aucune suite.
La reprise en milieu militaire sera donc plus lente que dans l’aviation civile. Le médecin major Jules Beyne, affecté à l’inspection technique de l’aéronautique en 1920 (JO du 25/12/20) puis à la direction du laboratoire d’études médicales de l’aéronautique au Val-de-Grâce en 1927 (JO du 24/04/20), en sera le principal artisan.
À partir de 1921, l’expertise médicale des pilotes est progressivement organisée de façon dispersée, en France dans 21 hôpitaux militaires et 5 hôpitaux maritimes, ainsi que dans les hôpitaux des départements d'Afrique du Nord et dans les territoires d’occupation en Allemagne. Lors de la création de l’armée de l’Air en 1934, les moyens sont regroupés dans cinq centres, un par région aériennes.
Après avoir fait le point sur l’état des connaissances, Beyne va s’attacher à définir avec précision les méthodes d’expertise médicale. Il porte une attention particulière à l’examen des performances visuelles ce qui le conduit à inventer divers appareils d’exploration fonctionnelle de l’acuité visuelle, de la vision en basse luminance et de la vision des couleurs (optomètre, scoptoptomètre, lanterne chromoptométrique). Dans le même temps, il étudie les effets de l’hypoxie et de l’hypobarie sur les grandes fonctions de l’organisme afin de déterminer les bases physiologiques nécessaires à l’établissement rationnel des systèmes de protection contre les effets de l’altitude.
Ces travaux combinant approche fondamentale et appliquée correspondaient à ceux effectués à la même époque à l’étranger. Ainsi, à la fin des années trente, on savait qu’en altitude la protection nécessitait le maintien d’une pression alvéolaire d'oxygène et de gaz carbonique suffisante. Des seuils de tolérance avaient été définis par rapport à ces paramètres. On savait aussi qu’au-dessus d’une altitude supérieure à 11 900 mètres l’inhalation d’oxygène pur à la pression ambiante ne suffisait plus. Il fallait donc augmenter la pression d’inhalation par des moyens acceptables physiologiquement tels que la pressurisation des cabines ou l’utilisation d’équipements individuels (combinaison pressurisée ou scaphandre).
L’Université ne reste pas inactive créant à l’École pratique des hautes études un laboratoire de physiologie appliquée à l’aéronautique dont la direction est confiée à Beyne en 1938.
Grâce à l’intervention de Chassaing appuyée par le général  Lyautey, des avions Breguet XIV sont aménagés en avion ambulance. Mis en service au Maroc et au Levant à partir de 1921, ils permettront, pour la première fois, de déployer l’aviation sanitaire sur une grande échelle en milieu opérationnel, ouvrant ainsi une nouvelle page de l’histoire de la médecine d'urgence.
Faute de ne pouvoir disposer d’une centrifugeuse humaine, il ne sera pas possible d’entreprendre en France, comme dans les pays anglophones, des études sérieuses sur les effets physiopathologiques des accélérations engendrées par les nouveaux avions de chasse.
À la fin des années trente, afin de faire face aux nouveaux défis posés par les performances de l’aéronautique militaire, la construction d’un nouveau laboratoire est entreprise. Elle est  pratiquement terminée quand la guerre se déclenche mais ce bâtiment n’entrera en service qu’après 1945.

## La Seconde Guerre mondiale
La guerre va entraîner la disparition de la participation civile à la médecine aéronautique. Elle sera remplacée par une organisation exclusivement militaire avec la création après l’Armistice d’un Service de santé de l’Air qui poursuivra ensuite son développement en Afrique du Nord avec l’aide des alliés .

### Les désastres  des premiers mois de la guerre
L’activité du pavillon Paul Bert au Bourget et des autres centres d’expertise médicale civils est paralysée du fait de la mobilisation des médecins qui y travaillent. Beaucoup plus grave, le 3 juin 1940, le bombardement du Bourget entraine la destruction du pavillon. Le caisson d’altitude est irrécupérable et les archives perdues. Ces installations civiles ne seront jamais reconstruites après la guerre. Peu de temps après, les autres centres d’examen médical destinés au personnel navigant civil sont dissous par le Gouvernement de Vichy.
Par mesure de précaution, le laboratoire militaire du Val-de-Grâce est déménagé à la hâte au château du Parc à Mérignac. Mais après l’Armistice, celui-ci se trouvant en zone occupée, les matériels ayant quelque valeur sont pillés par l’occupant.
Sur le terrain, pratiquement tous les médecins d’active affectés dans l’armée de l’Air sont récupérés par le service de santé de l’armée de Terre. Ils sont partiellement remplacés par des médecins du contingent, inexpérimentés pour la plupart, et qui seront renvoyés dans leurs foyers sitôt après l’Armistice.

### Après l’Armistice, la naissance du Service de santé de l’Air
Dès la création d’une armée d'Armistice, l’armée de l’Air amorce la mise en place d’un service de santé distinct de celui de l’armée de Terre avec le médecin colonel Georges Goett à sa tête . Elle procède à la réouverture des centres d'examen médical du PN au siège des régions aériennes ainsi qu'à Vichy. 
Quelques semaines plus tard, la création du secrétariat d’État à l’aviation annule ces premières dispositions. Il comporte deux organes de commandement, l’État-major de l’armée de l’Air et la direction de l’aviation Civile, mais ne crée qu’un seul service de santé qui est rattaché à l’aviation civile. Malgré cette tutelle civile, c’est l’armée de l’Air qui le prend en charge. Le fonctionnement de ce service reste néanmoins compliqué en raison de l’appartenance du personnel à l’armée de Terre.
Pour régler cette question, Goett soutenu par l’armée de l’Air et faisant état de ses missions non seulement militaires mais aussi civiles, réclame l’autonomie du service de santé de l’aviation vis-à-vis de celui de l’armée de terre. S’ensuivent de vives et longues polémiques qui finissent par aboutir en 1941 à l’affectation définitive de 120 médecins au secrétariat d’État à l’aviation (IM du 23 novembre 1941).
Très rapidement, d’autres textes sont élaborés et en moins de quatre mois les fondements du tout nouveau service de santé de l’Air sont établis. Le premier concerne la définition de ses missions : soutien santé aux personnels et à leurs familles, expertise médicale du personnel navigant civil et militaire, secours d’urgence sur les terrains d’aviation, recherches en médecine aéronautique, collaboration à la police sanitaire aérienne, emploi technique de l’aviation sanitaire,.
Un enseignement complémentaire spécialisé est donné à 30 médecins. Un statut pour la carrière des infirmiers est promulgué. Une école installée provisoirement sur la base aérienne de Toulouse Bordelongue dispense une formation de trois mois aux 45 premiers infirmiers de l'air. Vingt infirmières sont également recrutées. L’uniforme de l'Armée de l'air portant les insignes de la spécialité médicale est adopté. Pour faciliter la cohésion des personnels, dispersés sur le territoire métropolitain et africain, une revue intitulée Bulletin du service de santé de l'Air est éditée.
Le débarquement allié en Afrique du nord (8/11/1942) entraine de nouveaux bouleversements.

### Survie en métropole après novembre 1942
Le service de santé de l'Air échappe à la liquidation de l'Armée de l'air, peut-être en raison de la qualification civile que lui avait conféré l’organigramme du secrétariat d’État à l’aviation. Il est placé sous la tutelle du secrétariat général à la Défense Aérienne (SGDA).
Son fonctionnement est limité car il est privé d'une partie de ses moyens matériels récupérés par l'occupant, notamment la quasi-totalité des ambulances ainsi qu’une remorque laboratoire et divers équipements lourds dont un caisson d’altitude qui, bien que camouflés à la verrerie de Puy Guillaume, sont saisis sur dénonciation. D’autres équipements sont dissimulés dans divers établissements (universités, Croix-Rouge, entrepôts, cabinets médicaux civils) mais cette disposition les rend inutilisables.
Le nombre des médecins est réduit du fait de l'envoi de 13 d'entre eux en Allemagne au titre de la relève des prisonniers et de deux autres incarcérés par l'occupant. En dépit de ces handicaps, le service se réorganise afin de soutenir les différentes formations de la Défense Aérienne dispersées sur le territoire.
L'assistance médicale aux familles constitue une part très importante de l’activité. Les trois centres d'expertise médicale du personnel navigant à Aix-en-Provence, Toulouse et Paris qui n’avaient plus de raison d’être depuis la liquidation de l’armée de l’Air, sont transformés en centres de consultation. Des médecins sont mis au service des œuvres sociales de l’Air dans 18 localités. Des dispositions sont prévues pour que ces maigres moyens soient en mesure d’intervenir dans les situations d’urgence.
Après la Libération de Paris, en août 1944, la direction du service de santé de l'Air d'AFN remplace celle de métropole et regroupe l’ensemble des personnels. Les commissions d'épuration qui interviennent un peu plus tard, ne retiennent le moindre grief contre quiconque.

### D’Alger à Paris, renaissance du Service de santé de l’Air
Après le débarquement anglo-américain en Afrique du Nord, les éléments du service de santé de l’Air qui s’y trouvent apportent leur soutien aux éléments de l’armée de l’Air ralliées (chasse, bombardement, artillerie, parachutistes),. Pour faire face aux nouveaux besoins, il se réorganise prévoyant un très important renforcement des moyens et une adaptation de sa logistique.
Une direction du service de santé, dirigée par le médecin colonel Clerc, est placée aux côtés du Commandement de l'Air. Des médecins sont affectés auprès de chaque Commandement de l'Air en A.O.F., A.E.F. et Moyen-Orient.
Les effectifs théoriques du service de santé sont portés à 490 personnes dont 120 médecins. Mais on est loin du compte. Un contingent d’une cinquantaine de médecins de réserve de l'Armée de terre est ajouté aux 39 médecins déjà en place dans l'Armée de l'air.
Les équipements sont progressivement mis à niveau, grâce à d'importantes dotations américaines et des prises de guerre sur les Allemands à l'issue de la campagne de Tunisie. Un magasin central du matériel technique et des médicaments est installé à Alger et deux sections de ravitaillement sanitaire no 411 et 412, sont mises à la disposition des secteurs Air no 1 et 2.
Pour assurer la surveillance médicale du personnel navigant, le centre d'Alger continue de fonctionner avec des annexes à Rabat et à Dakar.
Le soutien scientifique est assuré par le laboratoire d'études médico-physiologiques de l'aviation française. Installé à la faculté de médecine d'Alger il est dirigé par le professeur Jean Malmejac qui avait amené avec lui en quittant Marseille quelques matériels dont un caisson à dépression.
Afin d’améliorer la qualité de la sélection des pilotes, Malmejac adapte et applique les méthodes américaines dans un centre de sélection psychotechnique et psychophysiologique qu’il créée aux côtés du laboratoire. Plus d'un millier d'élèves y seront sélectionnés avant leur envoi dans les écoles de pilotage d'Outre-Atlantique.
Un brevet de médecine aéronautique est créé en 1944. Il est destiné à donner en 6 à 8 semaines une formation spécifique complémentaire aux nouveaux médecins. Les 32 premiers brevets sont attribués cette même année. Après la guerre cet enseignement a été poursuivi jusqu’à nos jours en milieu militaire. Il a été ouvert à l’université et généralisé au cadre européen.
Toujours dépourvu d'hôpitaux, plusieurs unités de traitement sont successivement mises sur pied. C’est tout d’abord l'ambulance médico-chirurgicale de l'air no 401 (AMCA 401). Il s’agit d’une formation originale inspirée des réalisations américaines. Prévue pour 100 lits, disposant de 80 personnes avec sept médecins dont deux chirurgiens, 4 infirmières et sept ambulancières, elle était entièrement autonome. Ceci lui conférait une souplesse lui permettant de suivre l'Armée de l'air dans ses déplacements et de s'installer auprès des pistes d’atterrissage pour intervenir dans les évacuations sanitaires. Créée le 1er octobre 1943, elle n’est véritablement opérationnelle qu'en juillet de l'année suivante lors du débarquement en Corse. Elle intervient ensuite lors de la reconquête du sol national et assure le rapatriement des blessés de la 1re armée française à partir de Mengen.
Après la libération du territoire national deux hôpitaux complémentaires de l’Air no 403 et 404 sont créées, l’hôpital André Manine rue Chaptal à Paris en janvier 1945 et l’hôpital Jean Garitan  en mars 1945 à Rueil-Malmaison,. Ils seront dissous à la fin des hostilités.
Anticipant sur l’après guerre, les derniers mois voient se concrétiser à Paris des projets longtemps attendus avec une nouvelle réorganisation du service de santé de l’Air pourvu d’une direction et d’une inspection, la création en janvier 1945 d'un Centre d'études de biologie aéronautique du service de santé de l'Air (C.E.B.A.)  et d'un Centre de sélection psychophysiologique de l'Air.

## Années d’après guerre

### Évolution administrative
La direction du Service de santé de l’Air créée dans les derniers mois de la guerre, s’installe à Versailles dans la caserne des Petites Écuries. Après plusieurs réglementations successives, ses attributions sont clairement définies en 1947 lors de l’organisation de l’administration centrale du ministère de l’Air. Ces dispositions n’ont qu’une durée d’application fort brève car l’année suivante, le réaménagement de l’administration centrale du secrétariat aux Forces armées entraîne la fusion des trois directions des services de santé de la Guerre, de la Marine et de l’Air, en une direction centrale du Service de santé des armées (DCSSA) relevant du ministre de la Défense Nationale.
Ceci ne supprime pas les directions aériennes régionales du Service de santé. Au nombre de cinq au sortir de la guerre (1re à Dijon, 2e à Paris, 3e à Bordeaux, 4e à Aix en Provence et 5e à Alger), elles sont réduites à quatre après l’indépendance de l'Algérie, à trois en 1991, à deux en 2000, pour disparaître en 2008.
Les bases aériennes  sont dotées d’infirmeries tenues par des médecins d’active titulaires du brevet de médecine aéronautique, et de médecins du contingent jusqu’à la suspension du service militaire.
En plus du soutien santé aux personnels militaires et civils affectés dans les unités de l’armée de l’Air, ces services médicaux des bases aériennes ont continué comme pendant la guerre à apporter leur assistance aux familles pendant quelques années. La généralisation de la Sécurité sociale a entraîné progressivement la disparition de cette tradition.
Le service de santé de l’Air assure le soutien des formations des éléments du service de santé de l’Air en Indochine de 1947 à 1954, période marquée par un important développement des évacuations sanitaires par la voie aériennes et la mise en œuvre pour la première fois des hélicoptères pour assurer le transport des blessés.
En Algérie de 1954 à 1962, le service de santé de l’Air assure la coordination des évacuations sanitaires aériennes à l’intérieur de l’Algérie et vers la métropole. Un centre de transit santé Air (CTSA) installé sur l’aérodrome d'Alger-Maison Blanche joue un rôle essentiel dans le dispositif mettant au point les procédures d’évacuation de pratiquement tous les types de blessés et de malades avec les moyens de l’époque. Comme en métropole, les bases aériennes et les détachements opérationnels sont pourvus d’un service médical fonctionnant avec des personnels d’active et du contingent.

### La Recherche

#### Le développement des laboratoires
Mise en sommeil en France pendant les cinq années de guerre, la recherche avait beaucoup progressé à l’étranger. Elle va poursuivre son élan dans le contexte de Guerre froide qui pèse sur l’Europe où les deux camps se livrent une compétition technologique acharnée pour détenir la supériorité aérienne. Ainsi, les performances des avions ne cessent de croître dans le domaine de l’altitude et de la maniabilité, exposant le personnel navigant à des contraintes et des risques nouveaux. Assurer leur sécurité est une des préoccupations majeures du moment.
Pour répondre au renouveau de l’industrie aéronautique et aux besoins de l’armée de l'air, il était indispensable que la recherche médicale soit relancée. Pour ce faire, une section technique du service de santé de l’Air (STSSA) est créée et confiée au médecin général Pierre Bergeret. Ses attributions sont considérables recouvrant l’ensemble des domaines relevant de la santé en milieu aéronautique. En plus des établissements voués à l’expertise médicale du personnel navigant, il a sous sa tutelle technique tous les  organismes chargés de la recherche et doit assurer la coordination de leur activité. Le plus important est le CEBA qui s’installe dans les bâtiments qui avaient été érigés en 1939 dans l’enceinte du ministère de l'Air boulevard Victor et en parachève les aménagements. Le médecin colonel Robert Grandpierre qui est aussi professeur de physiologie à la faculté de médecine de Nancy en assure la direction.
D’autres laboratoires de recherche travaillent en liaison avec le CEBA. Le laboratoire déjà en fonction à Alger poursuit ses activités. Un laboratoire de biologie aéronautique et tropicale de moindre importance installé à Dakar est orienté vers les études de survie en milieu tropical Ces deux établissements fermeront leur porte en 1962. 
Un laboratoire d’études médico physiologiques (LEMP) est construit auprès du Centre d'expériences aériennes militaires (CEAM) de Mont-de-Marsan en 1948. Techniquement il dépend du CEBA. Son rôle initial est de participer à la mise en œuvre opérationnelle des nouveaux équipements et d’assurer le contrôle de la qualité de l’oxygène utilisé sur les aéronefs. Il sera également chargé de la formation aéromédicale des pilotes de l’armée de l’Air.
Parallèlement à la recherche, le CEBA prend en charge la formation aéronautique des jeunes médecins affectés dans l’armée de l’Air, puis à partir de 1977 ceux affectés dans des unités de l’aviation légère de l'Armée de terre (AJAT).
En 1955 le STSSA et le CEBA sont regroupés au sein d’une même entité qui, en plus de la recherche prend en compte la mission de formation des personnels, d’où son nom de Centre d’enseignement et de recherche de médecine aéronautique (CERMA).
Cependant, comme avant guerre, ces laboratoires manquent toujours de moyens  nécessaires aux études des effets biomécaniques des accélérations et des vibrations. C’est ce qui incite l’ingénieur général Louis Bonte directeur du Centre d'essais en vol  de Brétigny-sur-Orge à édifier sur l’aérodrome de Brétigny un nouveau laboratoire d’étude médico-physiologique pourvu d’une centrifugeuse humaine et d’un caisson d’altitude de grande performance. Ces moyens seront rapidement complétés par des chambres climatiques, un générateur de vibrations programmable, une cuve à immersion et un petit caisson hyperbare. Le laboratoire est inauguré en 1957 par Henri Laforest secrétaire d’État à la Défense.
Grâce à ses installations le LAMAS fait partie de la chaine d’homologation des équipements individuels par les services techniques de l’aéronautique (STAé). Il prendra plus tard la dénomination de laboratoire de médecine aérospatiale (LAMAS).
Des réorganisations au sein du service de santé des armées conduisent en 1988 à changer le nom du CERMA qui devient l’institut de médecine aérospatiale du service de santé des armées (IMASSA). Celui-ci déménage en 1990 à Brétigny dans de nouveaux locaux à côté du LAMAS. 
Contraint de resserrer son dispositif, le Service de santé des armées fusionne ces deux laboratoires et, au prix de nouveaux agrandissements, rassemble à Brétigny les autres centres de recherche de Grenoble, Toulon et Marseille. En 2010, la nouvelle entité prend le nom d’institut de recherche biologique des armées (IRBA). De caractère interarmé, ce nouvel établissement perd donc sa spécificité aéronautique qui y est représentée à l’échelon d’une section de recherche.

#### Thèmes des recherches
En même temps que se structurent ces établissements destinés à la recherche, de jeunes chercheurs sont recrutés par concours. Accompagnant ce renouveau deux ouvrages de médecine aéronautique publiés en 1948 font le point des connaissances et tracent les orientations futures,.
Les programmes concernant la protection contre les effets de l’altitude qui étaient en cours avant la guerre sont rapidement repris. La nécessité d’utiliser pour le vol à haute altitude la surpression respiratoire, la pressurisation des cabines ou des vêtements de type scaphandre, conduit à déterminer les limites d’emploi de la surpression ainsi que les conséquences physiologiques parfois redoutables des dépressurisations brutales. C’est ainsi que sera établie chez l’homme la loi de décompression pulmonaire en cas de décompression explosive qui sera utilisée pour élaborer la loi de pressurisation des cabines des aéronefs civils ou militaires.
Ces travaux seront complétés plus tard afin d’améliorer la prévention vis-à-vis de l’hypoxie qui est habituellement associée à ces accidents de décompression,.
De même, divers systèmes d’inhalation d’oxygène sont réalisés et testés ainsi qu’un vêtement stratosphérique à pressurisation partielle destiné aux équipages des avions de la série des Mirage. Destiné au Mirage IV, un prototype de scaphandre aéronautique validé à 30 000 mètres d’altitude est fabriqué mais les projets de l’armée de l’Air ayant changé, cette réalisation reste en l’état.
Avec la mise à disposition d’une centrifugeuse humaine au CEV de Brétigny, les nouveaux modèles de combinaison anti-g sont mis au point et leur efficacité vérifiée. Le bon fonctionnement sous facteurs de charge de la plupart des équipements individuels est également contrôlé. Le confort des sièges destinés aux hélicoptères est évalué à l’aide du générateur de vibrations. Une ancienne rampe à éjection voisine du laboratoire de Brétigny sert à évaluer les risques potentiels des sièges éjectables à l’aide de mannequins bio instrumentés.
À la fin des années soixante dix, l’arrivée prévue de nouveaux avions plus agiles générateurs de jolts (accélérations par seconde) élevés susceptibles d’entraîner une perte de connaissance brutale sans les signes prémonitoires que constituaient le voile gris noir conduisit à réexaminer les dispositifs de protection classique.
Les travaux concernant la tolérance aux environnements thermiquement contraignants voire extrêmes tels ceux rencontrés dans les situations accidentelles de survie ainsi que la mise au point des matériels destinés à assurer la sauvegarde des personnels sont poursuivis.
L’apparition des systèmes de visualisation électronique dans les années quatre-vingt entraîne une véritable révolution dans la conception de l’interface homme-machine. Ceci ouvre un nouveau domaine de recherches dans le domaine sensoriel, essentiellement visuel, et  cognitif.
Ces travaux à finalité technologique font l’objet de rapports à diffusion limitée, parfois classifiés. Ils sont soutenus et accompagnés par des expériences beaucoup plus fondamentales relatées dans la littérature ouverte. La possibilité d’exercer des contraintes de type environnemental aéronautique rigoureusement contrôlées sur les systèmes respiratoire,,,,, circulatoire,, biomécanique, thermorégulatoire,,,,, sensoriel,,  cognitif, a été exploitée pour déterminer les caractéristiques de ces systèmes et leurs limites en situation extrême : hypoxie aigüe, décompression brutale, accélérations, vibrations, éjection, survie. Les résultats obtenus ont constitué les outils nécessaires pour répondre aux questions qui se posaient sur le plan pratique.
La conquête de l'espace étant le prolongement naturel de l’aéronautique, il était dans l’ordre des choses que le Service de santé de l’Air prenne une part prépondérante au développement de la médecine spatiale en France, en réalisant sous l'égide du CNES des expériences de biologie animale en absence de pesanteur sur le site d’Hammaguir entre 1961 et 1967 et en pratiquant la Sélection médicale des spationautes français de 1977 à 1990.
Dans les dernières années du XXe siècle les besoins en matière de recherche médicale aéronautique deviennent beaucoup moins pressants. Les raisons en sont multiples. La fin de la guerre froide met un coup d’arrêt à la compétition technologique. La somme des connaissances acquises suffit pour réaliser de nouvelles adaptations technologiques sans faire appel à de grands programmes d’investigation comme par le passé. De plus, la maitrise de l’espace, les performances des fusées, la puissance et la précision des systèmes d’arme, l’emploi de drones, modifient radicalement la tactique aérienne. Si bien qu’en France comme dans la plupart des autres pays, de nombreux pans de l’activité des laboratoires disparaissent, le maintien du savoir-faire devenant une préoccupation principale.

### L’expertise médicale du PN
Les moyens militaires mis en place pendant la guerre se réorganisent rapidement.
À Paris, le centre d’expertise médicale du personnel navigant (CEMPN) fonctionne dans un immeuble d’habitation rue Erlanger. En 1955 il emménage dans un bâtiment neuf édifié sur le site de la Cité de l’Air boulevard Victor tout à côté du CERMA. Pour des examens plus poussés, il s’appuie sur l’hôpital Dominque Larrey de Versailles où sont regroupés les spécialistes hospitaliers du service de santé de l’Air. L’ophtalmologie et l’ORL y tiennent une place importante et un service de médecine aéronautique très orienté sur la cardiologie y est créé en 1958. Lors de la fermeture de cet hôpital et la reconstruction de l’hôpital d'instruction des armées Percy à Clamart qui hérite de la compétence aéronautique de l’hôpital Dominique Larrey le centre d’expertise parisien y est intégré. Vu l’importance de ses moyens et la qualification de ses personnels, ce centre a des attributions spécifiques en matière de surexpertise. Il porte le nom de centre principal d’expertise médicale du personnel navigant (CPEMPN). Si nécessaire il peut recourir depuis 1963 à un centre médical de psychologie clinique de l’armée de l’Air (CMPCA).
Plusieurs CEMPN fonctionnent en province. À Bordeaux, dès la fin de la guerre, il est installé sous l'impulsion du Dr. Albert Chemin dans la caserne Faucher, puis transféré à la caserne Délépine en 1978 pour finalement être intégré à l’hôpital d’instruction des armées Robert Picqué en 2001. Les centres d’Aix-en-Provence et de Dijon fermés en 1945 sont remis en service en 1948. Le centre de la 1re région aérienne installé en 1951 à Essey-les Nancy est déplacé à Strasbourg en 1964 puis à Metz en 1989. À Toulon un CEMPN est destiné à l’aéronavale  depuis 1945. À Alger le CEMPN reste en  fonction jusqu’en 1962.
Le Centre de sélection psychologique de l’Air créé en 1945, est remanié plusieurs fois sous diverses appellations dont celui de centre d’études et de recherches de psychologie Air (CERPAIR) qui est le plus connu. À la fin des années quatre-vingt il s’installe à Brétigny. Celui d’Alger, fermera ses portes en 1962.
La France adhère à l’organisation de l'aviation civile internationale (OACI) fondée en 1947. La même année, un Conseil médical de l’aviation civile (CMAC) est créé sous la tutelle de la direction générale de l'Aviation civile (DGAC). Placé sous la direction de Garsaux, il a sous sa responsabilité toutes les questions d’ordre médical concernant l’aéronautique civile (hygiène, contrôle sanitaire, aptitude médicale du PN). Mais depuis les destructions de la guerre il ne dispose d’aucun centre d’expertise de sorte que l’expertise médicale est prise entièrement en charge par les CEMPN militaires jusqu’en 1965. À cette date, la compagnie Air France crée boulevard de Vaugirard à Paris un nouveau CEMPN. Il sera transféré à Roissy en 1995. À Toulouse-Blagnac, un centre civil indépendant est inauguré en 1993, depuis 2005, il est habilité à effectuer des examens médicaux en vue de la délivrance des certificats médicaux d'admission de classe 1. 
À l'origine la responsabilité des deux CEMPN civils comme celle des CEMPN militaires de province était limitée aux expertises révisionnelles, le CPEMPN conservant l’exclusivité des visites d’engagement et des surexpertises.
La réglementation des expertises n’a cessé d’évoluer depuis les origines, s’adaptant aux avancées de la médecine. Les explorations fonctionnelles de plus en plus performantes, les diagnostics plus précoces, les traitements plus efficaces, les interventions chirurgicales moins invalidantes conduisent à revoir régulièrement les normes d’aptitude et à élargir le cadre des dérogations éventuelles. En 2005, les conditions d’aptitude médicale sont uniformisées au niveau européen est transcrites dans le droit national.

### L’enseignement
Après la guerre, la formation des médecins est reprise dans le cadre du brevet de médecine aéronautique créé à Alger quelques mois plus tôt. Cinquante nouveaux brevets sont attribués en 1946.
Cet enseignement va se structurer au fil des ans sous l’impulsion de Grandpierre. La physiologie respiratoire et circulatoire appliquée à l’aéronautique ainsi que la physiologie sensorielle y tiennent une place majeure.
S’inspirant du modèle de l’école d’application du service de santé de l'Armée de terre, plusieurs postes de professeurs agrégés sont attribués par concours. Le décret de 1955 en fixe le nombre et les conditions d’attribution. Cet enseignement sera poursuivi jusqu’à nos jours. En 1993, il sera intégré à l’enseignement de l’école du Val-de-Grâce à la suite des différentes réformes du service de santé des armées.
Pour répondre aux besoins de l’aviation civile et à l’intérêt que de jeunes médecins portent à l’aviation en général, l’université instaure un certificat d'études spéciales (CES) de médecine aéronautique. Le premier est créé en 1946 à la faculté de médecine de Nancy par Grandpierre. Suivront d’autres universités : Bordeaux (Pr Fabre et Rougier) et Alger (Pr Malmejac) en 1947, Paris (Pr Strumza) en 1948.
En 1984, lors de la réforme du 3e cycle des études médicales le CES devient Capacité de médecine aéronautique où ne peuvent s’inscrire que les titulaires du doctorat de médecine et non les étudiants comme précédemment. À partir des années quatre-vingt-dix, l’uniformisation de la réglementation dans le cadre européen impose des conditions nouvelles et ce diplôme acquiert une validité dans tout l’espace européen. En 2013, seul persiste en milieu civil l’enseignement universitaire à Paris.
Parmi les mesures destinées à assurer la sécurité des vols, la nécessité de donner une formation aéromédicale au personnel navigant s’est imposée. Dans l’armée de l’Air, cette formation est prise en charge par le LEMPN de Mont-de-Marsan afin de le prémunir contre les risques liés à l’altitude, aux illusions sensorielles, et à l’entraîner aux techniques de survie. En 1999, l'entrainement aux accélérations sera ajouté à l’aide de la centrifugeuse de Brétigny.